# Джеффрі Нелс Вільямс
Джеффрі Нелс Вільямс (англ. Jeffrey Nels Williams; нар. 18 січня 1958, Супіріор) — американський льотчик та астронавт НАСА, полковник. Здійснив 4 космічні польоти.

## Освіта
Вільямс закінчив вищу школу в Вінтері (англ. Winter High School), Вісконсин, у 1976 році. У 1980 році отримав ступінь бакалавра в галузі прикладних наук і техніки у Військовій академії США (англ. US Military Academy). У 1987 році здобув ступінь «майстер науки в області аеронавтики».

## Кар'єра
У 1980 році, після закінчення військової академії США Вільямс отримав звання лейтенанта і був направлений на службу в авіацію. Три роки служив у авіаційному батальйоні в Німеччині. Після служби дістав призначення в Космічний центр Джонсона (англ. Johnson Space Center), де він прослужив більш як чотири роки. У 1992—1993 роках проходив навчання в школі льотчиків-випробувачів морської авіації. Після закінчення цієї школи служив льотчиком-випробувачем на військово-повітряній базі Едвардс у Каліфорнії.
Вільямс має понад 2500 годин нальоту на 50 різних типах літаків. З 1987 по 1992 роки Вільямс служив у Космічному центрі Джонсона як оперативний інженер при стартах і приземленні шатлів. У травні 1996 роки Вільямс був обраний НАСА кандидатом в астронавти. Він пройшов дворічний курс підготовки до космічних польотів.

## Космічні польоти

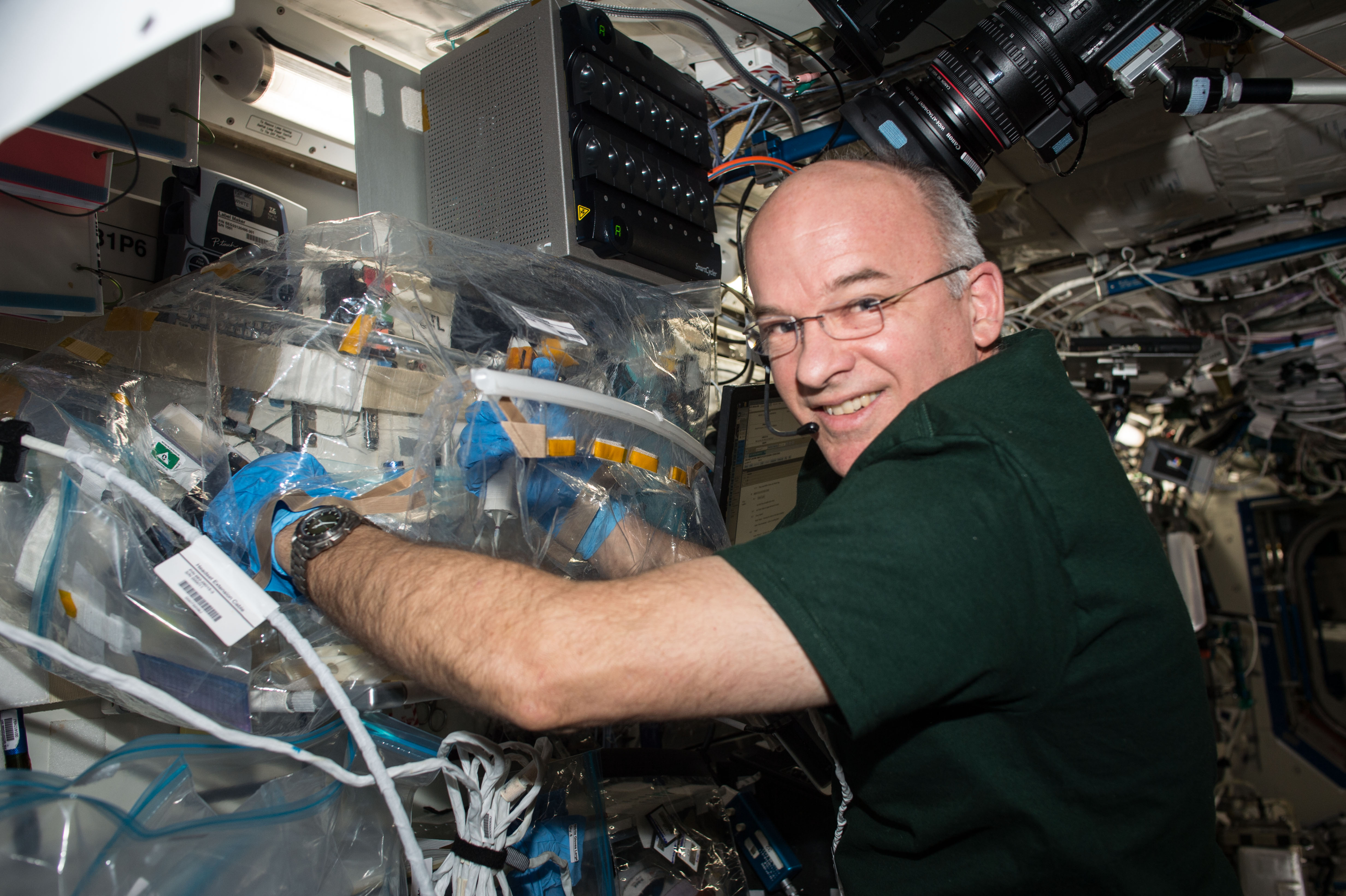
Дж. Вільямс на борту МКС під час 47-ї експедиції

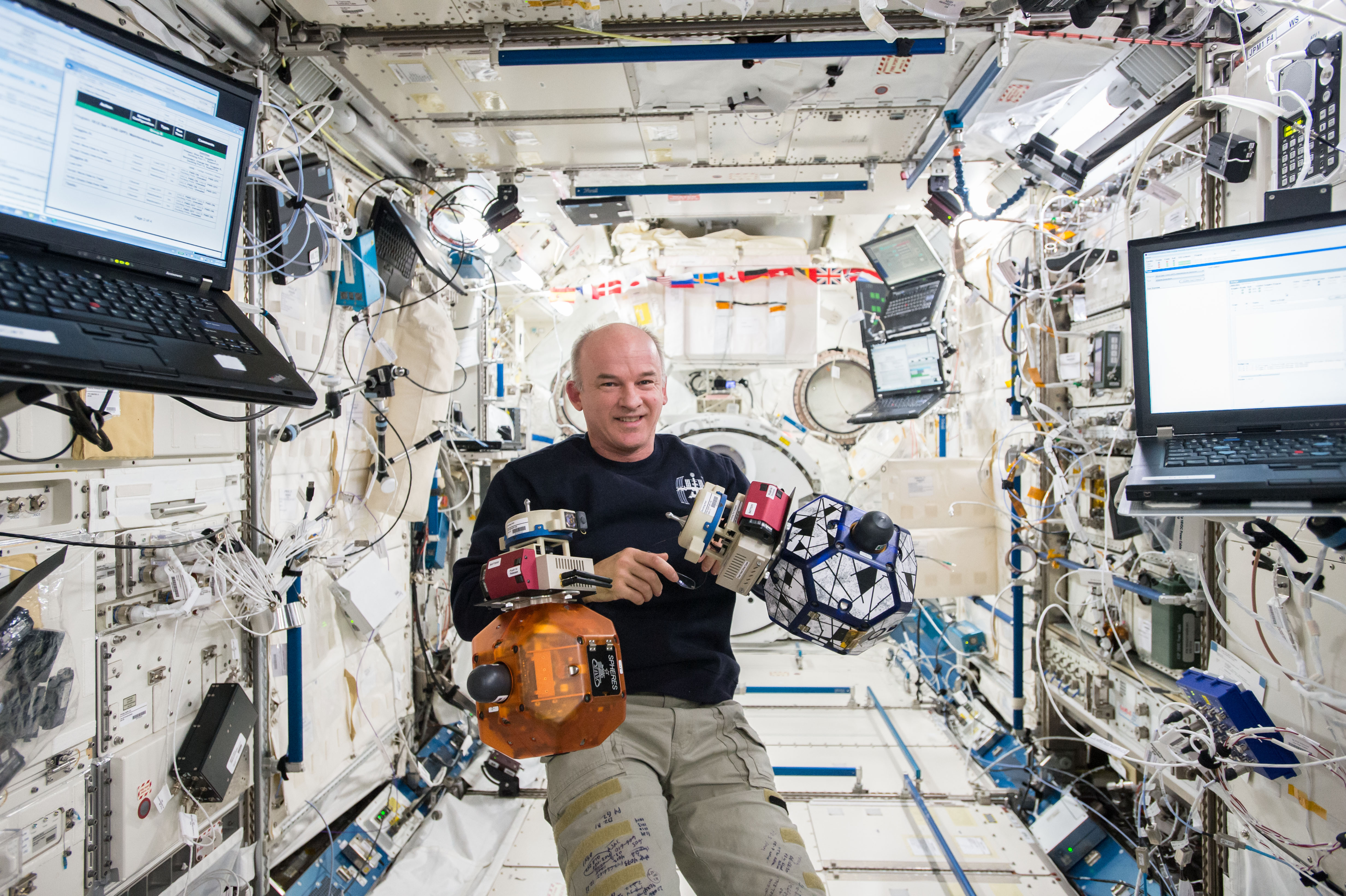
Дж. Вільямс на борту МКС у модулі Кібо під час 48-ї експедиції

Перший космічний політ Джеффрі Уїльямс здійснив, як фахівець польоту, на шатлі «Атлантіс» STS-101 з 19 по 29 травня 2000 року. Це був третій політ шатла за програмою будівництва Міжнародної космічної станції. Метою польоту була доставка вантажів і устаткування на станцію. Під час польоту, 22 травня, Джеффрі Вільямс з Джеймсом Восс здійснив вихід у відкритий космос, який тривав 6 годин і 44 хвилини. Політ «Атлантіса» тривав 236 годин і 9 хвилин.
З листопада 2002 року Вільямс проходив тренування до тривалої експедиції на МКС.
Джеффрі Вільямс був дублером Вільяма Макартура, бортінженера корабля «Союз ТМА-7» і командира 12-ї довготривалої експедиції МКС.
Для участі у другому польоті Вільямс проходив підготовку як бортінженера корабля «Союз ТМА-8». Корабель «Союз ТМА-8» стартував 30 березня 2006 з космодрому Байконур і 1 квітня зістикувався з МКС. Джеффрі Вільямс майже півроку пробув у складі довготривалого екіпажу МКС-13 та 29 вересня 2006 повернувся на Землю.
Під час третього польоту з жовтня 2009 по березень 2010 року перебував на МКС у складі 21-го і 22-го довготривалих екіпажів. На станцію він був доставлений кораблем «Союз ТМА-16», що стартував 30 вересня 2009 року. 18 березня 2010 разом з Максимом Сураєвим здійснив посадку в Казахстані на космічному апараті «Союз ТМА-16» і тим самим завершив 22-гу експедицію на МКС.
Четвертий політ розпочався 18 березня 2016 року стартом на кораблі «Союз ТМА-20М» разом з росіянами Олексієм Овчініним і Олегом Скрипочкою до МКС. Вільямс був бортінженером експедиції-47 та командиром експедиції-48. Під час цього польоту 19 серпня Дж. Вільямс разом із К. Рубенс здійснив четвертий вихід у відкритий космос, що тривав майже 5 годин та п'ятий вихід 1 вересня у такому ж складі тривалістю 6 год. 48 хв. Політ тривав 172 дні, повернення на Землю відбулося 7 вересня 2016 року.
Після четвертого польоту загальна тривалість перебування Дж. Вільямса у космосі становить 534 дня, що є рекордом серед американських астронавтів.